# Monognathus berteli
Monognathus berteli är en fiskart som beskrevs av Nielsen och Hartel, 1996. Monognathus berteli ingår i släktet Monognathus och familjen Monognathidae. Inga underarter finns listade i Catalogue of Life.